# Greedy (chanson)
Pour l’article homonyme, voir Greedy.
Greedy est une chanson de la chanteuse canadienne Tate McRae.
Le single est extrait de l'album Think Later, et rencontre un grand succès, propulsé notamment par les utilisateurs du réseau social TikTok. Il se hisse ainsi à la première place du Billboard 200.
Au Royaume-Uni, le single est certifié argent pour 200 000 ventes.